# Ziemia śnieżka

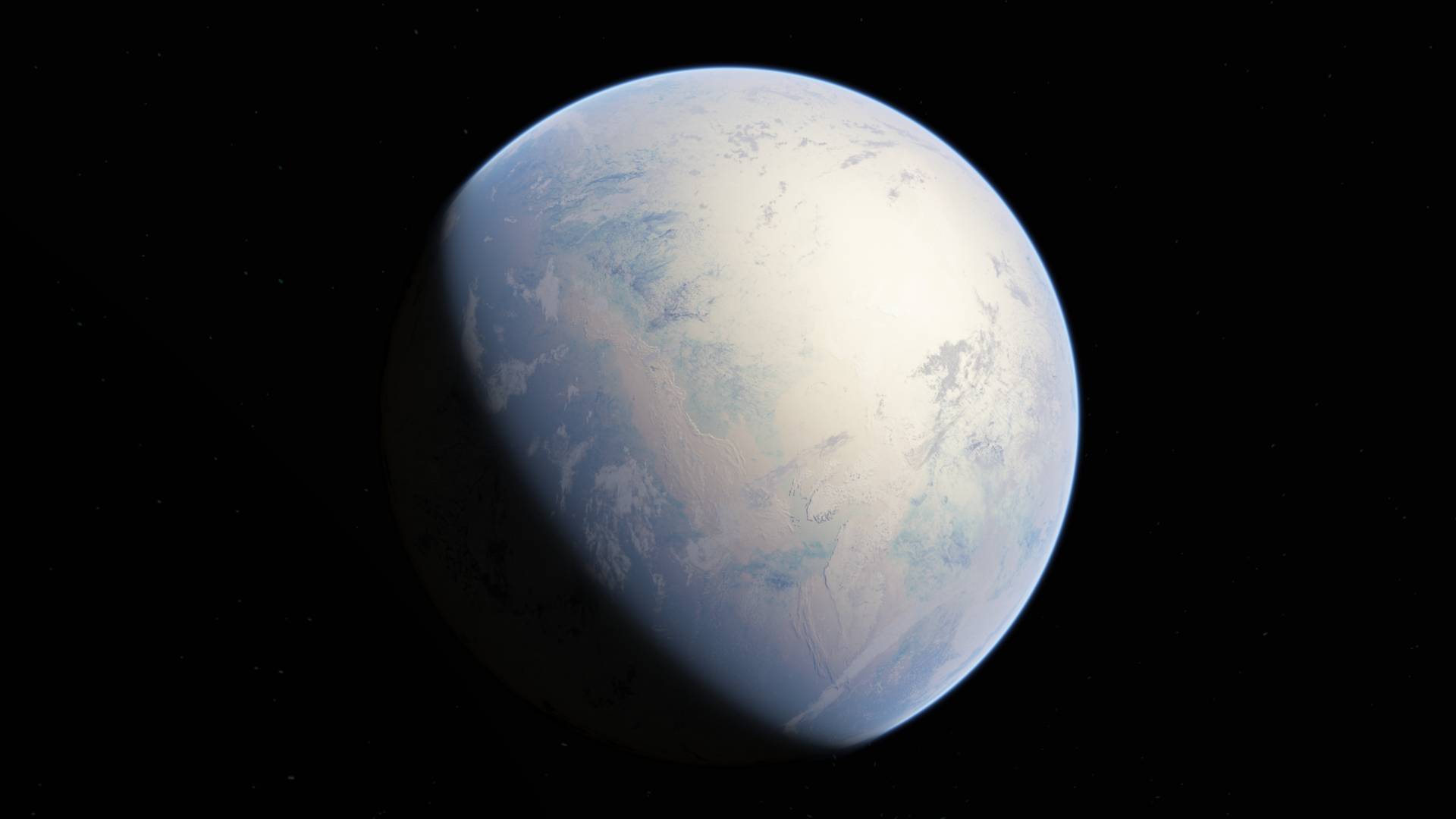
Artystyczna wizja Ziemi śnieżki

Ziemia śnieżka – hipoteza głosząca, że Ziemia pod koniec prekambru została całkowicie lub prawie całkowicie pokryta lądolodem w wyniku ówczesnego zlodowacenia. Różne modele zakładają różny zasięg pokrywy lodowej, ale wszystkie zgadzają się, że było to zjawisko o charakterze globalnym.
Istnieje też wersja tej hipotezy zakładająca kilkakrotne zlodowacenie całej planety.

## Początki hipotezy
Pierwszym, który zidentyfikował i opisał zjawisko zlodowacenia całego globu, używając terminu „Ziemia śnieżka” (ang. the Snowball Earth), był John Kirschvink. Wykazał on na podstawie pomiarów paleomagnetycznych, że kluczowe dla tej idei osady lodowcowe ery neoproterozoicznej tworzyły się w obszarach okołorównikowych (podzwrotnikowych). Jednak do popularyzacji tego poglądu doprowadził dopiero zespół autorski na czele z P.F. Hoffmanem (1998). Stworzył on model globalnego zlodowacenia tłumaczący szereg czynników, które miałyby być odpowiedzialne za to niezwykłe (i nie aktualistyczne) zjawisko geologiczne. Zgodnie z ich hipotezą, w prekambrze pojawiła się epoka lodowcowa tak silna, że wszystkie oceany Ziemi zamarzły. Cała planeta została pokryta ponad kilometrową czapą lodu. Jedynie głębie oceaniczne podgrzewane wewnętrznym ciepłem Ziemi pozostały niezamarznięte. Nie było deszczu, śniegu ani chmur.

## Dane podstawowe hipotezy
Od lat 60. XX wieku wiadomo, że jedyny istniejący wtedy na Ziemi superkontynent Rodinia podlegał w okresie od 750 mln do 580 mln lat temu zlodowaceniu. Paleontolog W. Brian Harland zauważył, że wszystkie osady lądowe, pochodzące z tego okresu, noszą ślady lodowca i zaproponował istnienie w tym okresie epoki lodowcowej. Jednak problemem okazało się to, że część ówczesnego kontynentu leżała na równiku. Większość pozostałych okresów zlodowaceń nie dotyczyło rejonów równikowych, bo zwykle było tam zbyt ciepło. Dalsze badania dryfu kontynentów wykazały, że 750 mln lat temu jedynie Rodinia leżała prawie całkowicie na równiku.

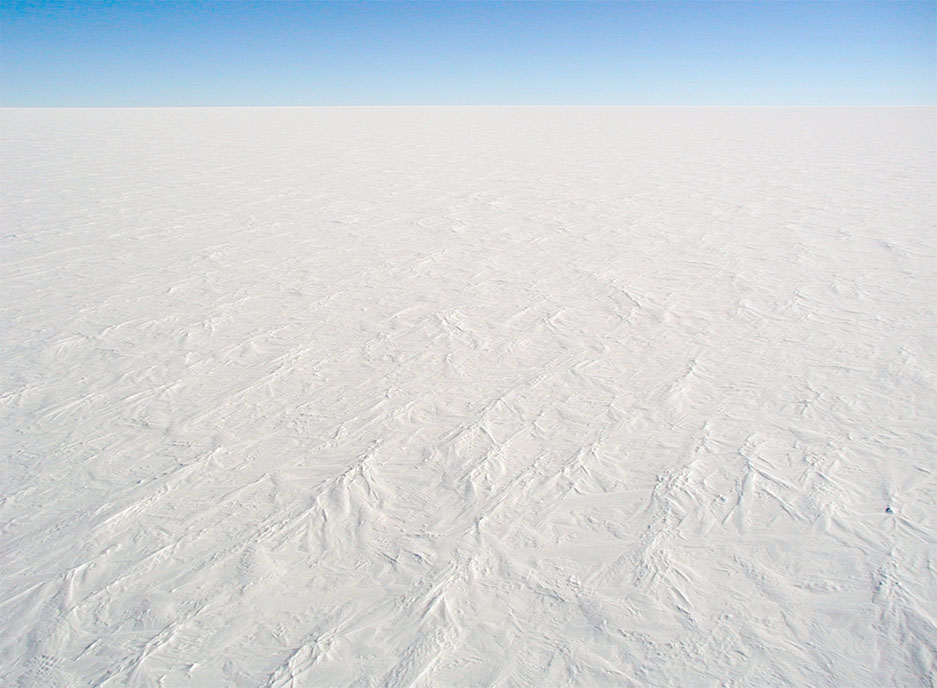
współczesna Antarktyda – tak wyglądać mogła powierzchnia Ziemi śnieżki

W tym momencie pojawiła się teoria Ziemi śnieżki. Jeżeli równik został pokryty lodem, oznaczało to pokrycie białą czapą całej planety. Podstawą tego rozumowania był fakt, że wzrost ilości lodu podwyższa albedo powierzchni planety. Biały lód odbija znacznie więcej ogrzewającego planetę światła słonecznego niż woda lub ziemia. Jeżeli lodu zaczyna przybywać, to Ziemia odbija coraz więcej ciepła w kosmos i lodu przybywa jeszcze więcej – pojawia się dodatnie sprzężenie zwrotne. Wyliczono, że przekroczenie przez lodowce równoleżnika 30 stopni na obu półkulach lub 20 na jednej półkuli oznacza nieodwracalnie zamrożenie całej planety. W takiej sytuacji bowiem ilość energii absorbowanej jest już mniejsza od odbijanej przez czapę lodową.
Jeżeli stwierdzono obecność lodu na równiku oznacza to, że proces zamarzania Ziemi musiał osiągnąć swój szczyt i cała planeta zamieniła się w wielką „śnieżkę”. Okres globalnego zlodowacenia trwał według różnych wyliczeń nieprzerwanie od 85 tysięcy do nawet 1750 tysięcy lat. Pomiędzy okresami całkowitego zamarznięcia powierzchni Ziemi pojawiały się ograniczone w zasięgu, krótkotrwałe okresy ocieplenia (interglacjały), ale nie doprowadzały one do wycofania się lodowców poza granicę 30. stopnia szerokości geograficznej.
Hipoteza Ziemi śnieżki wywołała ogromne kontrowersje. Niewyobrażalne wydawało się zamarznięcie całej planety. Na dodatek wiadomo, że przed epoką lodu i po niej istniało życie. Co więcej, niedługo po stopieniu lodu, na Ziemi miała miejsce tzw. eksplozja kambryjska. Planetę zasiedliła niezliczona liczba nowych organizmów wielokomórkowych, które pozostawiły ogromną ilość skamieniałości. Wszystkie te argumenty przemawiały przeciw hipotezie Ziemi śnieżki.

## Zamarznięcie
Naukowcy powszechnie zgadzają się, że ważnym czynnikiem określającym temperaturę na Ziemi jest ilość dwutlenku węgla (CO2) w atmosferze. Wzrost poziomu CO2 powoduje wzrost średnich temperatur na całej planecie. Zjawisko to nosi nazwę efektu cieplarnianego. W sytuacji ubytku gazów cieplarnianych cała planeta może się znacznie oziębić. Być może erozja krzemianów może doprowadzić do szybszego niż zwykle wiązania dwutlenku węgla w glebie. Dodatkowo 750 mln lat temu na Ziemi istniały już zdolne do fotosyntezy bakterie. One również są w stanie wiązać CO2, produkując związki organiczne. Nagły wzrost aktywności takich organizmów oraz pochłaniania gazów cieplarnianych przez glebę mógł spowodować tak silny spadek sprawności efektu cieplarnianego, że średnie temperatury na całej planecie znacznie się obniżyły. Powstający lód spowodował jeszcze większe obniżenie temperatury (albedo Ziemi wynosiło prawie 1) i w końcu cała Ziemia zamarzła. Podczas gdy w czasie ostatnich epok lodowych temp. obniżała się o ok. 3 – 12 °C, to po zamarznięciu całej planety jej średnia temperatura mogła wynosić nawet –50 °C.

## Rozmarznięcie
Niektóre z zamieszczonych tu informacji wymagają weryfikacji.
Dokładniejsze informacje o tym, co należy poprawić, być może znajdują się w dyskusji tej sekcji.
 Po wyeliminowaniu niedoskonałości należy usunąć szablon [[Szablon:Dopracować|]] z tej sekcji.
Zależności matematyczne opisujące proces zamarzania Ziemi dają bezwzględny obraz zakutej w lód planety. Jeżeli cała powierzchnia Ziemi zostałaby pokryta lodem, to temperatury stałyby się niższe od największych mrozów znanych człowiekowi.
Wyliczono, że efekt cieplarniany może zrównoważyć podwyższenie przez lód albedo Ziemi, gdy dwutlenku węgla jest w atmosferze 350 razy więcej niż obecnie. Wydawało się niemożliwe, aby tak wiele tego gazu mogło się nagle pojawić.
Jednak dokładniejsze analizy wykazały, że zamrożenie całej planety ma pewne dodatkowe skutki. Wytwarzany dziś dwutlenek węgla rozpuszcza się w ogromnych ilościach w oceanach, gdzie pochłaniają go glony. Jednak pokrycie oceanów lodem zablokowało kontakt atmosfery z hydrosferą. Każda ilość CO2 wyrzucona do atmosfery musiała tam pozostać. Na lądach lód zalegał w jeszcze większych ilościach niż w wodzie i prawdopodobnie całkowicie zasłonił cały grunt. Reakcja skał z dwutlenkiem węgla stała się całkowicie niemożliwa. Przez wiele tysięcy lat cały dwutlenek węgla wyrzucany co jakiś czas przez wulkany pozostawał w atmosferze. Efekt cieplarniany stał się tak silny, że okowy lodu puściły. Jeżeli niewielki fragment oceanu uwolnił się od białej pokrywy, to zaczął przyjmować coraz więcej słonecznego ciepła. Pojawiło się dodatnie sprzężenie zwrotne, które w bardzo krótkim (w skali geologicznej) czasie – rzędu jednego tysiąca lat – mogło uwolnić całą planetę od lodu. Ziemia śnieżka zamieniła się w glob podobny do dzisiaj nam znanego. Rozumowanie to nie wyjaśnia długości trwania epoki lodowej oraz występowania okresów ocieplenia – interglacjałów.

## Przetrwanie życia

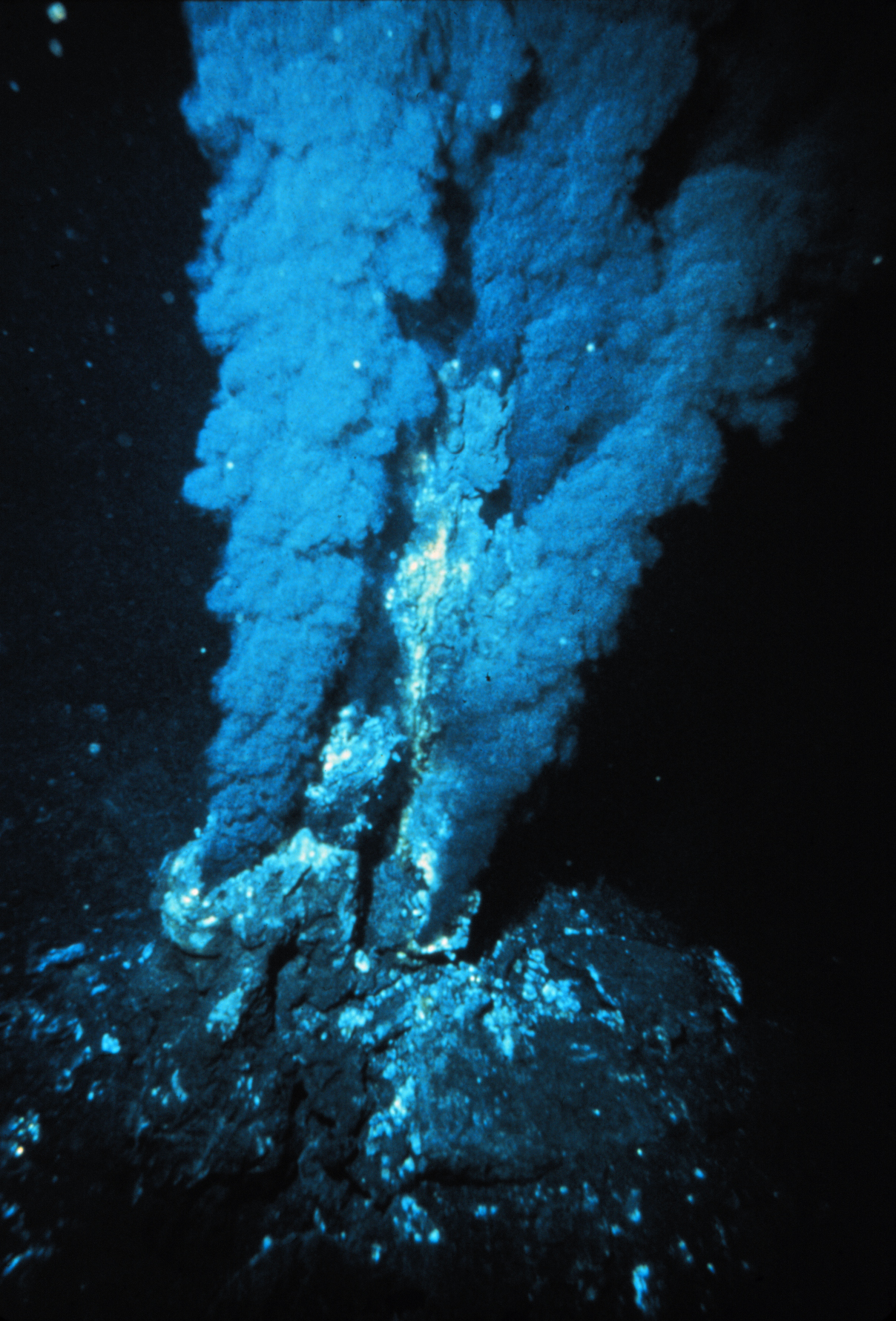
Komin geotermalny

Jeżeli lód pokrył całą planetę, a na powierzchni zapanowały niespotykane mrozy, uniemożliwiłoby to trwanie życia. Niemniej według hipotezy Ziemi śnieżki nie cała biosfera uległa zamrożeniu. Bez przeszkód mogły funkcjonować ekosystemy kominów geotermalnych na dnie oceanów. Badania podmorskich grzbietów ujawniły istnienie tam potężnych źródeł gorącej i bardzo zanieczyszczonej wody. Jej źródłem są procesy wulkaniczne. Woda jest gorąca i zawiera wiele związków siarki oraz żelaza. W okolicach kominów geotermalnych rozwijają się bogate ekosystemy, które są oazami tętniącymi życiem. Związki siarki, żelaza i inne substancje mineralne są wykorzystywane przez liczne organizmy prokariotyczne – bakterie i archeony – zdolne do czerpania energii potrzebnej do procesów metabolicznych podczas ich przetwarzania. Prokarionty są zjadane przez inne organizmy i tak powstaje cały łańcuch pokarmowy, na którego szczycie obecnie znajdują zwierzęta, w tym krewetki i ryby. Szczególną cechą tych ekosystemów jest duża niezależność od światła Słońca. Producentami są w nich organizmy chemosyntetyzujące żyjące wolno lub endosymbiotycznie. Tylko wyższe poziomy troficzne potrzebują tlenu do oddychania, a w czasach przed wyewoluowaniem skorupiaków i kręgowców na szczycie piramid troficznych mogły znajdować się organizmy beztlenowe. Pokrycie oceanów lodem dla organizmów żyjących wokół kominów hydrotermalnych byłoby niezauważalne, więc jest to miejsce, w którym na Ziemi śnieżce mogłoby się rozwijać życie. Problem w tym, że kominy hydrotermalne związane są z grzbietami śródoceanicznymi, a nie wiadomo, czy te struktury istniały wtedy na Ziemi.
Kominy geotermalne nie są środowiskiem, w którym mogłyby przetrwać organizmy zdolne do fotosyntezy. Zapisy kopalne wyraźnie pokazują, że przed okresem Ziemi śnieżki oraz potem istniały dosyć podobne formy bakterii zdolnych do fotosyntezy. Oznacza to, że jakoś musiały przetrwać okres zamrożenia oceanów, w których żyją. Odpowiedzią okazały się badania współczesnych lodowców szelfowych. Odnaleziono kriofilne glony zdolne do przetrwania pod bardzo grubą taflą lodu. Lód jest bardzo przenikliwy dla światła. Z drugiej strony jego grubość na równiku nie była większa niż kilometr. Obserwacje współczesnych glonów wykazały, że byłyby one w stanie przeżyć w takich warunkach.

## Naukowe dowody i poszlaki
Hipoteza Ziemi śnieżki implikuje powstanie pewnych szczególnych warunków na Ziemi, co mogło zaowocować powstaniem bogatych w żelazo skałoraz wpłynąć na ewolucję życia.

### Prawie całkowity zanik życia roślinnego
W wodzie morskiej występują dwa izotopy węgla – węgiel-12 oraz węgiel-13. Jeżeli ocean jest pełen roślinnego życia, to mikroorganizmy szybciej pochłaniają węgiel-12. W efekcie stężenie węgla-13 staje się większe i to on przeważa w morskich osadach. Kiedy ocean jest prawie pozbawiony roślin, przewaga jest po stronie węgla-12. Właśnie takie zjawisko zaobserwowano ok. 750 mln lat temu, co sugeruje, że rośliny prawie nie występowały na Ziemi.

### Skały bogate w żelazo
Zawarty w ziemskiej atmosferze tlen reaguje z żelazem zawartym w skałach. Bogate w żelazo skały formują się częściej, jeżeli tlenu jest mniej. Jeżeli Ziemia została pokryta lodem, to rośliny prawie całkowicie zaprzestały produkcji tlenu. Tlen ma skłonność do reagowania z innymi substancjami. Bez stałych dostaw jego poziom na Ziemi śnieżce znacznie się obniżył. Niski poziom tlenu ułatwił formowanie się bogatych w żelazo skał. Właśnie takie pokłady minerałów zostały odkryte przez geologów w osadach z okresu wielkiego zlodowacenia.

### Pokłady węglanów
Wcześniej napisano, że do rozmrożenia Ziemi śnieżki konieczny był bardzo wysoki poziom dwutlenku węgla w atmosferze. Gdy lody puściły, gaz nie zniknął nagle z atmosfery. Temperatura podniosła się do tak wysokiego poziomu, że gwałtowne parowanie oceanów wywołało ogromne deszcze. Reakcja bogatej w CO2 atmosfery z wodą doprowadziła do powstania kwasu węglowego. Kwaśna woda znacznie przyspieszyła erozję krzemianów. Wypłukane skały pokryły dno oceanów, tworząc bogatą warstwę węglanów, co obserwuje się w wielu osadach sprzed 580 mln lat. Jednocześnie osady te graniczą ze skałami polodowcowymi, co wyraźnie sugeruje silny związek obu warstw.

### Eksplozja kambryjska
Zwolennicy teorii Ziemi śnieżki zauważyli, że zakończenie okresu zlodowacenia miało miejsce kilka milionów lat przed eksplozją kambryjską. Pojawiła się sugestia, że zamrożenie planety mogło być czynnikiem zwiększającym presję ewolucyjną, co zwiększyło tempo rozwoju prymitywnych organizmów. Z drugiej strony po zakończeniu epoki lodu warunki stały się bardzo cieplarniane, co pozwoliło na rozwój ogromnej różnorodności żywych organizmów obserwowanej kilka milionów lat później w osadach.

## Ziemia zamieniła się w „śnieżkę” kilka razy
Istnieją hipotezy, które sugerują, że 2,3 mld lat temu planeta przeszła pierwszy okres Ziemi śnieżki. W tym okresie powstały pierwsze cyjanobakterie zdolne do fotosyntezy. Wytworzony przez nie tlen spowodował rozkład zawartego w atmosferze metanu. Gaz ten jest dużo lepszym czynnikiem powodującym efekt cieplarniany niż dwutlenek węgla. Jednocześnie astrofizycy uważają, że 2,3 mld lat temu Słońce było trochę zimniejsze i dostarczało Ziemi mniej energii. Niestety, z tego okresu dotrwało do naszych czasów niewiele osadów i trudno jest jednoznacznie potwierdzić lub zaprzeczyć istnieniu Ziemi śnieżki 2,3 mld lat temu. Jednak w tym okresie też pojawiły się pewne osady skał zawierających dużo żelaza.

## Inne hipotezy
Naukowcy próbowali wyjaśnić obecność lodu na równiku na kilka innych sposobów:
- w tym okresie kąt pomiędzy płaszczyzną równika oraz płaszczyzną orbity był większy (być może wynosił nawet 54°)[11][12], co powodowało nierównomierne nagrzewanie planety.
- biegun geomagnetyczny Ziemi, znajdował się w większej odległości od osi obrotu planety, niż dzisiaj. Położenie lądów z tego okresu wyznacza się na podstawie zapisanych w skałach linii pola magnetycznego. Badania geologiczne potwierdzają, że osady formowały się daleko od ówczesnego bieguna geomagnetycznego, ale możliwe, że znajdowały się blisko prawdziwego bieguna geograficznego Ziemi.

Każda z tych hipotez zakłada, że epoka lodowcowa miała tylko lokalny charakter.
Część naukowców zdecydowanie zaprzecza istnieniu globalnego zlodowacenia (np. Peltier et al., 2007).